# Kryzys tequila
Kryzys tequila – kryzys walutowy w Meksyku na przełomie 1994 i 1995 r. wywołany nagłą dewaluacją peso 20 grudnia 1994 r., niedługo po objęciu przez Ernesta Zedilla fotela prezydenta kraju. Krok ten (nazwany przez ustępującego prezydenta Carlosa Salinasa de Gortariego grudniową pomyłką) spowodował szybką ucieczkę inwestorów zagranicznych, spadek PKB oraz wzrost inflacji. Kryzys został opanowany dzięki pomocy finansowej Stanów Zjednoczonych, Międzynarodowego Funduszu Walutowego i Banku Rozrachunków Międzynarodowych w pierwszym kwartale 1995 r., lecz jego konsekwencje gospodarcze odczuwane były w Meksyku i poza jego granicami przez wiele lat (tzw. efekt tequili).

## Przyczyny kryzysu
Jedną z głównych przyczyn kryzysu był zbyt wysoki kurs peso. Meksyk utrzymywał sztywny kurs swojej waluty (ok. 3,3 peso za 1 dolara). Wynikało to z restrykcyjnej polityki pieniężnej w celu utrzymania niskiej inflacji, jak również chęci zdobycia reputacji państwa o stabilnej gospodarce (co było niezwykle ważne w kontekście przystąpienia Meksyku do Północnoamerykańskiego Układu o Wolnym Handlu). Szybki napływ inwestycji zagranicznych w warunkach niskiej inflacji dawał początkowo nadzieje na utrzymanie trwałego wzrostu gospodarczego, lecz okazało się to niemożliwe z uwagi na niski wzrost produktywności pracy i konkurencyjności towarów krajowych za granicą. Wysoki kurs peso sprawiał, że eksport nie był w stanie nadążać za szybko rosnącym importem, w wyniku czego powiększał się deficyt handlowy Meksyku. Szybko malały również rezerwy walutowe (o około 60% w 1994 r.).
Dodatkowo istotną rolę odegrały czynniki polityczne i błędy w prowadzeniu polityki makroekonomicznej. W 1994 kończyła się 6-letnia kadencja prezydenta Carlosa Salinasa de Gortari. Aby zjednać sobie wyborców, ustępujący rząd zwiększał wydatki państwa i pogłębiał w ten sposób deficyt budżetowy. Sfinansowanie rosnących wydatków możliwe było dzięki emisji bonów (tzw. tesobonos), które indeksowane były względem dolara. Spadek kursu peso sprawił, że rząd nie był już w stanie spłacić długów z tytułu tesobonos.
Na obniżenie stabilności politycznej i gospodarczej Meksyku, a w konsekwencji odpływ kapitału zagranicznego, złożyły się również wcześniejsze wydarzenia. 1 stycznia 1994 r. rozpoczęło się powstanie indiańskiej ludności w stanie Chiapas, co zniechęciło inwestorów do inwestowania w tym regionie. Ważnym wydarzeniem było również zabójstwo najważniejszego kandydata na prezydenta Meksyku Luisa Colosia 23 marca 1994 r. Pół roku później przeprowadzono udany zamach na sekretarza generalnego rządzącej partii Josego Francisca Ruiza Massieu. Na niepewną sytuację polityczną złożyły się też oskarżenia członków rodziny prezydenta Carlosa Salinasa de Gortariego o korupcję (brat prezydenta, Raul, został aresztowany).

## Przebieg kryzysu
Za datę rozpoczęcia kryzysu uważa się 20 grudnia 1994 r., kiedy prezydent Ernesto Zedillo ogłosił dewaluację peso. Sztywny kurs waluty został obniżony o 15% (do poziomu 4 peso za 1 dolara). Zmiana kursu okazała się jednak niewystarczająca. Peso wciąż pozostawało zbyt drogie, co pobudziło oczekiwania inwestorów do dalszych dewaluacji. 22 grudnia 1994 r. rząd został zmuszony do całkowitego uwolnienia kursu peso (w ciągu tygodnia jego kurs spadł do 7,2 peso za 1 dolar). Utrzymanie sztywnego kursu waluty nie było możliwe ze względu na szybko topniejące rezerwy walutowe. Szybko spadający kurs peso sprawił, że rząd nie był w stanie spłacić bonów tesobonos indeksowanych w dolarach. Dlatego 27 grudnia 1994 r. zawieszono notowania tesobonos.

## Program stabilizacyjny i pomoc zagraniczna
3 stycznia 1995 r. rząd ogłosił program stabilizacyjny, lecz nie przekonał on inwestorów do pozostania w Meksyku. Kryzys pomogła zażegnać dopiero pomoc finansowa, którą zainicjował rząd Stanów Zjednoczonych. Już na początku roku Meksyk otrzymał 50 miliardów dolarów pożyczki. Większość pochodziła z Funduszu Stabilizacyjnego Waluty Stanów Zjednoczonych, Międzynarodowego Funduszu Walutowego, Banku Rozrachunków Międzynarodowych i kanadyjskiego banku centralnego. Pomoc finansowa pozwoliła ustabilizować kurs peso na poziomie ok. 6 peso za 1 dolara. Umożliwiła również spłatę bonów tesobonos, która nastąpić miała na początku lutego. Wprowadzenie restrykcyjnej polityki pieniężnej uspokoiło zagranicznych inwestorów, którzy powoli decydowali się na powrót do Meksyku.
Pomoc międzynarodowa, przede wszystkim Stanów Zjednoczonych, wynikała z obawy, że meksykański kryzys może przenieść się na inne kraje Ameryki Łacińskiej, a w konsekwencji zagrozić gospodarce Stanów Zjednoczonych, dla których Meksyk był w tamtym czasie trzecim co do wielkości partnerem handlowym. Poza tym Stany Zjednoczone zarobiły na udzielonej pożyczce około 500 milionów dolarów.

## Gospodarka Meksyku po kryzysie
Gospodarka Meksyku boleśnie odczuła skutki kryzysu walutowego. Szybki odpływ inwestorów zagranicznych zaszkodził nie tylko finansom państwa, lecz również sektorowi prywatnemu i całej gospodarce kraju. W 1995 r. PKB Meksyku spadło o 7%, a produkcja przemysłowa o 15%. Płace realne dopiero po 10 latach wróciły do poziomu z 1994 r., jeszcze więcej czasu potrzebowała meksykańska giełda, aby odzyskać wartość sprzed kryzysu. Przez 10 lat po kryzysie dochód narodowy Meksyku rósł średnio w tempie 2,6% rocznie, co jest, jak podkreślają eksperci, znacznie poniżej potencjału tego kraju. Poprawie uległ natomiast bilans handlowy. Dzięki uwolnieniu kursu peso znacznie wzrosły dochody z eksportu.